# Партизанська сільська рада (Мелеузівський район)
Партиза́нська сільська рада (рос. Партизанский сельский совет) — муніципальне утворення у складі Мелеузівського району Башкортостану, Росія. Адміністративний центр — село Дар'їно.

## Населення
Населення — 1550 осіб (2019, 1948 в 2010, 2222 в 2002).

## Склад
До складу поселення входять такі населені пункти:
| Населений пункт            | Населення, осіб (2002) | Населення, осіб (2010) |
| -------------------------- | ---------------------- | ---------------------- |
| Васильєвка, село           | 324                    | 290                    |
| Дар'їно, село              | 925                    | 801                    |
| Івановка, присілок         | 187                    | 133                    |
| Романовка, присілок        | 8                      | 5                      |
| Самаровка, присілок        | 42                     | 52                     |
| Стара Казанковка, присілок | 67                     | 37                     |
| Троїцьке, село             | 669                    | 630                    |